# EP u hokeju na travi 1995.
Europsko prvenstvo u hokeju na travi za muške 1995. se održalo u Irskoj, u Dublinu.

## Sudionici
Sudionici su bili Belgija, Bjelorusija, Engleska, Francuska, Irska, Nizozemska, Njemačka, Poljska, Škotska, Španjolska, Švicarska i 
Wales.

## Rezultati
- za brončano odličje:

 Engleska -  Belgija 2:1 
- za zlatno odličje:

 Njemačka -  Nizozemska 2:2 (9:8 nakon kaznenih udaraca)

## Konačna ljestvica
| Mj. | Država      |
| --- | ----------- |
| 1.  | Njemačka    |
| 2.  | Nizozemska  |
| 3.  | Engleska    |
| 4.  | Belgija     |
| 5.  | Irska       |
| 6.  | Poljska     |
| 7.  | Wales       |
| 8.  | Španjolska  |
| 9.  | Bjelorusija |
| 10. | Škotska     |
| 11. | Švicarska   |
| 12. | Francuska   |

Naslov europskog prvaka je osvojila Njemačka.